# Sankt Josef (Weststeiermark)
Sankt Josef (Weststeiermark) là một đô thị thuộc huyện Deutschlandsberg thuộc bang Steiermark, nước Áo. Đô thị Sankt Josef (Weststeiermark) có diện tích 13,3 km², dân số thời điểm cuối năm 2005 là 1355 người.